# The Golden Goal
The Golden Goal er en amerikansk stumfilm fra 1918 af Paul Scardon.

## Medvirkende
- Harry T. Morey som John Doran
- Florence Deshon som Beatrice Walton
- Jean Paige som Laura Brooks
- Arthur Donaldson som Mr. Walton
- Denton Vane som Richard Talbot